# Asexualité
Ne doit pas être confondu avec Aromantisme.
L’asexualité est l'orientation sexuelle d'une personne qui ne ressent pas ou peu d'attirance sexuelle pour d’autres personnes, ou ne veut pas de relations sexuelles,. L'asexualité a aussi parfois été définie comme un désintérêt relatif pour le sexe,, ou plus rarement comme une absence d'orientation sexuelle. Une étude d'Anthony Bogaert, publiée en 2004 et couramment citée, estime le taux de personnes asexuelles à environ 1 % au Royaume-Uni,. Les personnes qui ne sont pas asexuelles sont dite allosexuelles.
L'asexualité est distincte des concepts d'abstinence sexuelle et de célibat, qui ne sont pas en lien avec l'orientation sexuelle et qui sont généralement motivés par des facteurs différents, tels que les croyances personnelles ou religieuses. L'orientation sexuelle d'une personne est considérée comme étant généralement « persistante » tout au long de la vie d'un individu, à la différence des pratiques sexuelles. De plus, certaines personnes asexuelles ont des rapports sexuels bien qu'elles ne ressentent pas d'attirance sexuelle. Les raisons qui peuvent motiver une personne asexuelle à avoir des relations sexuelles sont variées : la volonté de satisfaire leur partenaire dans le cadre d'une relation intime, la volonté d'avoir des enfants, etc..
Certains chercheurs ont contesté l'idée que l'asexualité soit une orientation sexuelle. L'asexualité n'est plus reconnue comme une pathologie par l'Association américaine de psychiatrie depuis 2013, et n'a commencé à être reconnue officiellement comme une orientation sexuelle que récemment lors de la conférence des droits de l'homme de la WorldPride à Madrid le 28 juin 2017. Elle suscite de plus en plus l'intérêt de la communauté scientifique, et un nombre croissant de travaux — issus pour la plupart de la sociologie et de la psychologie — sont réalisés depuis les années 2000,,,.
Depuis l'avènement d'Internet, des personnes asexuelles se sont regroupées autour de sites ou de réseaux sociaux. Le plus connu et le plus prolifique d'entre eux est l'Asexual Visibility and Education Network (en) (AVEN) fondé en 2001 par David Jay (en), dont la version francophone ouvre en mai 2005.

## Définitions
Les personnes qui ne sont pas asexuelles, et ressentent donc de l'attirance sexuelle, sont dites allosexuelles.

### Relations amoureuses et identités
Bien que les personnes asexuelles ne ressentent pas d'attirance sexuelle, certaines créent ou désirent créer des relations romantiques,. Les personnes asexuelles et cherchant à créer des relations romantiques le font pour de multiples raisons, mais ne sont pas attirées sexuellement par leurs partenaires.
Le langage utilisé pour spécifier ces attirances est le suivant :
- Hétéroromantique : attirance romantique pour les personnes d'un genre différent. Il s'agit de l'aspect romantique de l'hétérosexualité ;
- Homoromantique : attirance romantique pour les personnes d'un même genre. Il s'agit de l'aspect romantique de l'homosexualité ;
- Biromantique : attirance romantique envers deux genres (ou plus ; pas nécessairement en même temps). Il s'agit de l'aspect romantique de la bisexualité ;
- Panromantique : attirance romantique pour toutes les personnes, indépendamment de leur genre. Il s'agit de l'aspect romantique de la pansexualité ;
- Aromantique : absence d'attirance romantique.

Le site web AVEN définit les personnes asexuelles comme des « personnes qui ne ressentent pas d'attirance sexuelle ». On peut aussi lire qu'une « petite minorité de personnes se définiront comme asexuelles pendant une brève période, le temps pour elles d'explorer et de questionner leurs sexualités » et enfin « qu'il n'y a pas de test permettant de décider si une personne est asexuelle ou non. L'asexualité, comme les autres identités sexuelles, n'est au fond qu'un mot que les personnes utilisent pour mieux se comprendre. Si une personne trouve ce mot utile à un moment, nous les encourageons à l'utiliser aussi longtemps qu'elle trouve cela utile ».
Les chercheurs, eux, n'ont pas tous la même définition de l'asexualité mais le terme est habituellement utilisé pour signifier l'absence d'attirance sexuelle ou l'absence d'intérêt pour le sexe,,. Cependant, le mot a aussi été défini comme caractérisant une attirance sexuelle faible ou un intérêt faible pour le sexe. La définition peut aussi parfois inclure des composantes comportementales.
Une très grande diversité a été remarquée parmi les personnes qui s'identifient comme asexuelles. Certaines d'entre elles ont des rapports sexuels par curiosité, tandis que d'autres non. Certaines se masturbent tandis que d'autres n'en ressentent pas le besoin. Le besoin ou le désir de se masturber est souvent dissocié de l'attirance sexuelle de telle sorte que l'on peut se masturber et s'identifier comme asexuel ; les personnes asexuelles qui se masturbent considèrent généralement qu'il s'agit là d'un besoin physiologique et non le signe d'une sexualité refoulée. Certaines de ces personnes n'en tirent d'ailleurs pas de plaisir. D'autres différences ont été notées, en particulier dans la façon qu'ont les personnes qui s'identifient comme asexuelles de se positionner par rapport aux relations sexuelles. En effet, tandis que certaines se considèrent comme « indifférentes » et peuvent avoir des relations sexuelles pour le bénéfice de leurs partenaires, d'autres sont fermement opposées à l'idée de s'engager dans des relations sexuelles,.

### Orientation sexuelle et étiologie
La question de savoir si l'asexualité est une orientation sexuelle est parfois débattue. L'asexualité s'apparente en effet au trouble du désir sexuel hypo-actif dans le sens où elle se définit par une absence d'attirance sexuelle pour d'autres personnes. Cependant, l'asexualité n'est généralement pas considérée par les personnes asexuelles comme un trouble ou une dysfonction sexuelle de par le fait qu'elle n'est pas liée à un trouble médical, psychologique ou à la présence de difficultés dans les relations interpersonnelles,. L'absence d'attirance sexuelle n'est pas non plus associée à des troubles anxieux. Certains chercheurs, cependant, estiment que l'asexualité n'est pas une catégorie pertinente à ajouter au continuum des orientations sexuelles, parce qu'elle se caractérise plutôt par une absence d'orientation sexuelle ou de sexualité. Certains chercheurs affirment au contraire que l'asexualité est une orientation sexuelle car elle entretient des similitudes avec d'autres variations sexuelles portant ce nom,. Ils insistent en particulier sur l'aspect non volontaire de l'absence de désir sexuel et sur la prise de conscience d'une « différence » chez ces personnes au cours de leur adolescence. Dans cette optique, l'asexualité n'est pas un trouble qu'il s'agirait de « soigner ». Enfin, certains chercheurs considèrent que l'asexualité est le signe d'une sexualité inhibée. Jusqu'à récemment, certains chercheurs considéraient qu'il s'agissait d'un trouble dont la cause serait à trouver dans la honte ou l'anxiété. Ces affirmations se fondent parfois sur l'existence de personnes asexuelles qui se masturbent ou ont des relations sexuelles dans le cadre d'une relation romantique,.

## Recherches

### Prévalence
L'échelle de Kinsey, créée par Alfred Kinsey après la Seconde Guerre mondiale pour une étude menée aux États-Unis, permet de placer les personnes sur une échelle de 0 à 6 en fonction de leur orientation sexuelle. L'échelle incluait l'hétérosexualité, l'homosexualité et différentes nuances de bisexualité. Kinsey mentionna aussi une catégorie qu'il nomma « X » pour les personnes qui n'avaient « pas de réactions ou de contacts socio-sexuels »,. Selon les recherches de Kinsey, 1,5 % de la population masculine entrait dans cette catégorie. Dans son second rapport, consacré à la sexualité féminine, il mentionna à nouveau la catégorie « X » et il donna les chiffres suivants : femmes non mariées = 14-19 %, femmes mariées = 1-3 %, femmes qui avaient été mariées = 5-8 %, hommes non mariés = 3-4 %, hommes mariés = 0 %, hommes qui avaient été mariés = 1-2 %.
Au Royaume-Uni, en 1994, une équipe de chercheurs a conduit une enquête approfondie par questionnaire sur 18 876 citoyens britanniques pour obtenir des informations sur leurs sexualités dans le contexte de l'épidémie de SIDA. L'enquête incluait une question sur l'attirance sexuelle, question à laquelle 1,05 % des enquêtés ont répondu qu'ils n'avaient « jamais été attirés sexuellement par quiconque ». L'étude de ce phénomène a été poursuivie par le chercheur canadien Anthony Bogaert en 2004, qui a repris les données de l'étude de 1994. Il a ensuite étudié les données démographiques de l'asexualité dans plusieurs études. Bogaert estime que le chiffre de 1 % ne reflète pas adéquatement la réalité et qu'un plus grand pourcentage de la population générale pourrait être identifié comme asexuel. Il appuie sa conclusion sur deux faits. D'abord, les personnes les moins expérimentées d'un point de vue sexuel ont tendance à moins répondre aux questionnaires sur la sexualité. Ensuite, 30 % des personnes contactées ont refusé le questionnaire dans le cadre de l'enquête en Grande-Bretagne. Bogaert conclut ainsi qu'il est probable que les asexuels étaient surreprésentés dans ces 30 % et donc sous-représentés dans les 70 %,. À titre de comparaison, dans la même étude, le pourcentage de personnes homosexuelles et bisexuelles s'élevait à 1,1 % de la population, ce qui est bien plus faible que ce que d'autres études indiquent. Il faut noter cependant que d'autres recherches d'Anthony Bogaert ont été contestées dans le passé[réf. nécessaire] en raison de son implication dans une étude qui établissait un lien entre la race et les comportements sexuels sur une base évolutionniste. Cette étude qui a été largement débattue par la communauté scientifique a été décrite comme constituant un cas de racisme scientifique[réf. nécessaire].
En France, dans un sondage mené par l'IFOP en 2024, 12 % des Français déclaraient avoir l'asexualité comme orientation sexuelle. Cette proportion monte à 23 % chez les femmes de 70 ans et plus.

### Activité sexuelle et sexualité
Tandis que certains asexuels se masturbent ou ont des relations sexuelles dans le cadre d'une relation intime, ce n'est pas le cas de tous. Les résultats d'une enquête parrainée en 2007 par l'institut Kinsey fait état d'un désir plus faible pour les relations sexuelles, ainsi que d'une plus faible excitabilité et excitation sexuelle chez les personnes qui s'identifient comme asexuelles. Cependant, leur degré d'inhibition sexuelle ainsi que leur désir de se masturber ne diffère pas de façon significative de la population non asexuelle.
Une étude de 1977 intitulée « Asexual and Autoerotic Women: Two Invisible Groups » de Myra T. Johnson est sans doute la première étude consacrée à l'asexualité chez l'être humain. Johnson définit les asexuels comme les hommes et les femmes « qui, indépendamment de leur condition physique ou émotionnelle, histoire sexuelle réelle, statut marital et orientation idéologique, semblent « préférer » ne pas s'engager dans une activité sexuelle ». Elle établit une différence entre les femmes autoérotiques et asexuelles : « Les femmes asexuelles […] n'ont pas du tout de désir sexuel [alors que] la femme autoérotique reconnait un tel désir mais préfère le satisfaire seule ». Johnson utilise des lettres envoyées à des magazines féminins pour soutenir son propos. L'auteur estime que ces femmes sont « opprimées par le consensus selon lequel elles n'existent pas » et ignorées à la fois par la révolution sexuelle et le mouvement féministe. Soit la société ignore ou nie leur existence, soit elle insiste sur le fait que ces femmes doivent avoir choisi l'ascèse pour une raison religieuse ou neurologique, ou qu'elles sont asexuelles pour des raisons politiques.
Dans une étude publiée en 1979 dans Advances in the Study of Affect vol. 5 et dans un autre article utilisant les mêmes données, publié en 1980 dans le Journal of Personality and Social Psychology, Michael D. Storms de l'université du Kansas présente sa propre échelle, inspirée de celle de Kinsey. Il place l'hétéro-érotisme et l'homo-érotisme sur des axes séparés plutôt qu'aux deux extrémités d'une échelle. Cela lui permet de distinguer entre la bisexualité (qui présente à un degré égal les deux caractères homo-érotique et hétéro-érotique) et l'asexualité (qui présente un niveau faible ou nul de chaque attirance). Storms a conjecturé que des chercheurs suivant l'échelle de Kinsey pourraient catégoriser de façon erronée des sujets asexuels comme bisexuels, compte tenu de leur absence de préférence pour l'un ou l'autre genre.
La première étude qui a apporté des informations empiriques à propos des asexuels a été publiée en 1983 par Paula Nurius, dans une étude consacrée à la relation entre l'orientation sexuelle et la santé mentale. À la différence des études précédentes, elle utilise un modèle bidimensionnel pour caractériser l'orientation sexuelle. 689 sujets (la plupart d'entre eux sont des étudiants en physiologie ou sociologie dans des universités américaines) reçurent plusieurs questionnaires, dont quatre échelles de bien-être clinique. L'un de ces questionnaires demandait avec quelle fréquence ils s'engageaient dans diverses activités sexuelles et avec quelle fréquence ils souhaiteraient le faire. À partir de ces résultats, les personnes ayant répondu aux questionnaires se sont vus attribuées un score entre 0 et 100 d'hétéro-érotisme et un score entre 0 et 100 d'homo-érotisme. Les répondants qui ont reçu, dans les deux cas, un score inférieur à 10 entraient dans la catégorie « asexuel ». Il s'agissait de 5 % des hommes et de 10 % des femmes. L'étude a montré que les asexuels étaient plus enclins à avoir une faible estime d'eux-mêmes et à souffrir de dépression. 25,88 % des hétérosexuels, 26,54 % des bisexuels, 29,88 % des homosexuels et 33,57 % des asexuels présentaient d'après l'étude des problèmes d'estime d'eux-mêmes. Une tendance similaire existait pour la dépression.
Bien que la comparaison entre les humains et les autres espèces animales soit problématique[Quoi ?], une série d'études a été menée sur les préférences sexuelles des moutons par le United States Sheep Experiment Station depuis 2001. Cette étude a montré que 2 à 3 % des animaux étudiés n'avaient apparemment pas d'intérêt pour les activités sexuelles avec l'un ou l'autre sexe. Les chercheurs ont classé ces animaux comme asexuels. Ils les ont trouvés en bonne santé, sans différence dans le niveau d'hormones avec les autres sujets.
Un article plus récent intitulé « Nouvelles orientations : l'asexualité et ses implications pour la théorie et la pratique », écrit par Karli June Cerankowski et Megan Milks, suggère que l'asexualité pourrait devenir une question à part entière pour les études de genre et de sexualité. Les auteurs estiment que l'asexualité suscite un certain nombre de questions, en particulier autour de la manière dont l'idée d'une sexualité radicale ou libératrice est articulée dans les différents courants cités plus haut.

## Sur Internet
C'est au tout début du XXIe siècle que des personnes s'identifiant comme asexuelles se sont rassemblées, aidées en cela par l'émergence d'Internet. Elizabeth Abbott, auteure d'une Histoire universelle de la chasteté et du célibat, et qui reconnaît la différence entre l'asexualité et le célibat, indique que l'asexualité a toujours existé dans la population, mais qu'elle est restée invisible. Car bien qu'un mariage non consommé ait été considéré comme une insulte faite au sacrement du mariage dans l'Europe médiévale, l'asexualité, à la différence de l'homosexualité, n'a jamais été illégale. Les personnes asexuelles sont donc passées inaperçues. Cependant, à l'orée du XXIe siècle, l'anonymat conféré par l'internet, allié à la popularité des réseaux sociaux, a permis l'émergence de groupes de personnes s'identifiant comme asexuelles.
Asexual Visibility and Education Network (en) (AVEN) a été fondé en 2001 par l'Américain David Jay (en), un activiste asexuel. AVEN se donne pour objectif d'encourager les discussions sur l'asexualité et sa reconnaissance publique ainsi que de faciliter le développement des espaces de discussion destinés aux asexuels. D'abord lancé en langue anglaise, le site de AVEN est à présent disponible en d'autres langues, dont le français.
Des sites internet tels qu'AVEN, qui ouvrent des espaces de discussion et procurent du soutien, peuvent être bénéfiques pour les personnes qui ont des difficultés à s'accepter telles qu'elles sont. En effet, accepter une possible asexualité peut être un chemin difficile. Il faut, dans un premier temps, reconnaître que l'attirance sexuelle que l'on éprouve est différente de celle de la majorité. Une telle découverte peut mener à se questionner sur la nature et les raisons de cette différence. Ensuite, la croyance dans le caractère pathologique de l'asexualité peut mener certaines personnes à rechercher une aide médicale. Elles associent alors cette asexualité à une maladie. Enfin, lorsqu'elles trouvent une définition de l'asexualité qui correspond à ce qu'elles ressentent, ces personnes en viennent à s'identifier comme asexuelles. Des sites comme AVEN permettent de favoriser cette transition. De plus, le sentiment d'être compris et d'appartenir à un groupe permet parfois d'avoir un meilleur contrôle sur son existence et de combattre l'isolement qui peut se développer dans ces situations. La diversité des usages des plateformes en ligne a néanmoins été soulignée, reflétant l'hétérogénéité d'attentes des personnes qui s'y connectent - en lien avec des définitions divergentes de l'asexualité.
Il faut noter enfin que lorsqu'il s'agit de s'informer sur la question de l'asexualité, les organisations asexuelles et les ressources que l'on peut trouver sur internet jouent un rôle-clé. Cette caractéristique a été pointée dans le cadre de certaines critiques, en insistant en particulier sur l'absence de travaux étiologiques. Dans ce contexte, l'asexualité pourrait être confondue avec des problèmes de couple ou avec d'autres symptômes qui n'entrent pas dans la définition de l'asexualité. Il faut ajouter à cela que beaucoup de personnes ne comprennent pas l'asexualité et ne croient pas à son existence.

## Communauté

Le drapeau asexuel.

Dans les pays francophones, les membres d'AVEN ont participé à la couverture médiatique de l'asexualité à la télévision, dans la presse écrite, à la radio, ainsi qu'à des conférences et des marches des fiertés.
Après un débat concernant la nécessité de créer un drapeau, un drapeau asexuel (en) a été choisi en août 2010 grâce à un système de vote en ligne. Les couleurs du drapeau (noir, gris, blanc, violet) ont depuis été largement réutilisées pour des créations visuelles et dans la presse.

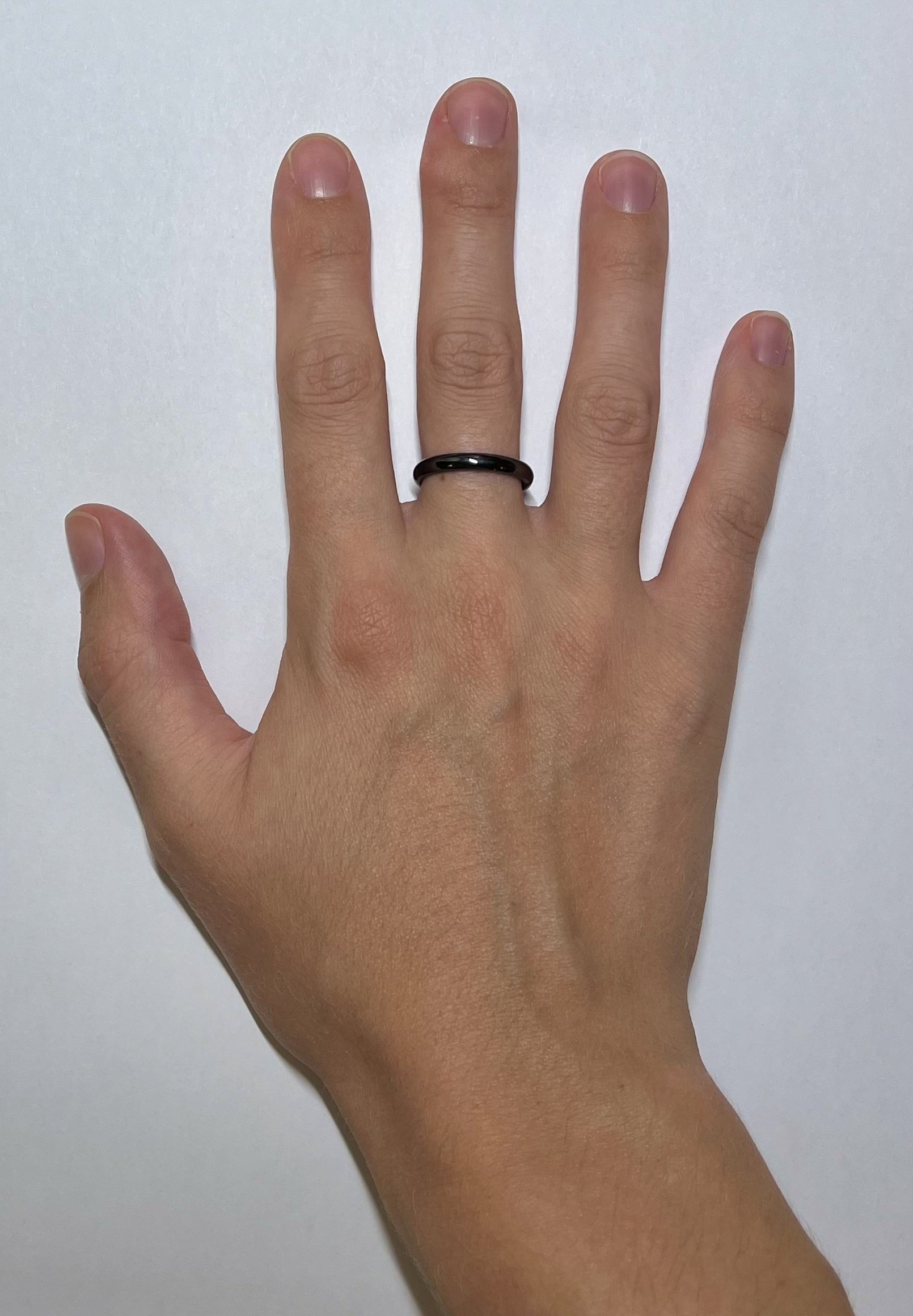
Une bague noire peut être portée au majeur droit pour indiquer l'asexualité d'une personne.

Certains membres de la communauté asexuelle choisissent de porter une bague noire au majeur droit en signe d'appartenance à la communauté.
En juin 2010, l'association pour la visibilité asexuelle (AVA) a été créée par des membres d'AVEN. Le 26 avril 2013, AVA a organisé la première journée de l'asexualité, le but étant de faire connaître l'asexualité en tant qu'orientation sexuelle. En 2020, AVA déplace au 13 mai la journée francophone de l’asexualité. L'association est responsable de l'organisation du cortège Aro/Ace à la Pride de Paris en juin ; elle célèbre également la semaine de visibilité de l’asexualité, qui a lieu fin octobre. En 2021, différentes associations autour du monde ont créé ensemble la journée internationale de l'asexualité qui aura désormais lieu le 6 avril.

## Asexuels célèbres
- Bradford Cox, musicien américain, leader du groupe Deerhunter[45].
- Mélanie Fazi, écrivaine et traductrice française, qui a publié une non-fiction sur le sujet, Nous qui n'existons pas[46].
- Janeane Garofalo, actrice, comique et militante politique. Lors de son spectacle de stand-up filmé à Seattle, elle a abordé le thème de son asexualité et s'est décrite comme n'ayant aucun intérêt pour le sexe[47].
- Edward Gorey, auteur et illustrateur. Gorey ne s'est jamais marié et n'a pas eu de relations amoureuses connues. Au cours d'une interview, lorsqu'on l'a questionné sur son orientation sexuelle, il a déclaré : « Je ne suis ni l'un ni l'autre… Je suis apparemment sous-sexué ou quelque chose comme ça. » Au cours de la même interview, il a acquiescé lorsque le journaliste a avancé l'hypothèse que l'absence de sexe dans ses livres était due à son « asexualité »[48].
- Keri Hulme, autrice de The Bone People, a discuté de son asexualité et de son engagement auprès de AVEN dans une interview en 2007[49].
- Kenji Miyazawa, poète japonais et romancier[50].
- Morrissey, chanteur et auteur des Smiths, a déclaré plusieurs fois être asexuel et célibataire[51].
- Paula Poundstone, humoriste américaine[52].
- Pauley Perrette, actrice américaine, a déclaré être asexuelle, sur Twitter en janvier 2020[53].
- William Sheller, auteur, compositeur, interprète français se définit comme asexuel[54].
- Cavetown, auteur-compositeur-interprète anglais, producteur de disques et YouTuber[réf. souhaitée].
- Alice Oseman, autrice anglaise qui se définit comme asexuelle et aromantique. Elle a d'ailleurs écrit un livre, Loveless, où la protagoniste est elle aussi asexuelle et aromantique[55].
- Jaiden Dittfach, dessinatrice et vidéaste derrière la chaîne YouTube Jaiden Animations, a déclaré être asexuelle et aromantique dans une de ses vidéos[56].
- Yasmin Benoit, mannequin et écrivaine anglaise. Elle est pour la visibilité de l'asexualité, de l'aromantisme et des personnes de couleur LGBTQIA+. Elle sait qu'elle n'a aucune attirance sexuelle et romantique depuis ses 9 ans.

## Traitement dans la culture populaire
- Jughead Jones, dans la bande dessinée Archie Comics, apparu en 1941, a été confirmée comme asexuelle en 2016[57].
- En 2002, Stephen Hillenburg affirme au cours d'une interview que Bob l'éponge serait asexuel. Des questions se posaient déjà auparavant sur la possible homosexualité de celui-ci[58],[59].
- Dans l'épisode 3 de la saison 4 de la série BoJack Horseman, sortie sur Netflix en septembre 2017, Todd Chavez, l'ami de Bojack, se rend compte de son asexualité auprès de Bojack après avoir réfléchi sur sa relation avec Emily, son ex copine du lycée.
- Dans la saison 2 de Sex Education, sortie sur Netflix en janvier 2020, le personnage de Florence se rend compte de son asexualité après un entretien avec Jean[60].
- Dans la saison 2 de la série Shadowhunters, le vampire Raphael Santiago révèle qu'il n'est pas intéressé par une relation sexuelle avec Isabelle Lightwood. Il explique qu'il a toujours été ainsi et que sa sexualité n'est pas liée à son vampirisme.
- La saison 2 de la web-série Mental, sortie en avril 2021 sur France.tv Slash, présente le personnage d'Harmattan, asexuel homoromantique.
- Dans la série Hartley, Cœurs À Vif, le personnage de Douglas Piggott, alias Ca$h, est asexuel et homoromantique
- La saison 12 de la série Skam France est centrée sur le personnage de Maël Le Gall et traite de l'asexualité.